# Anti-Aggressivitäts-Training

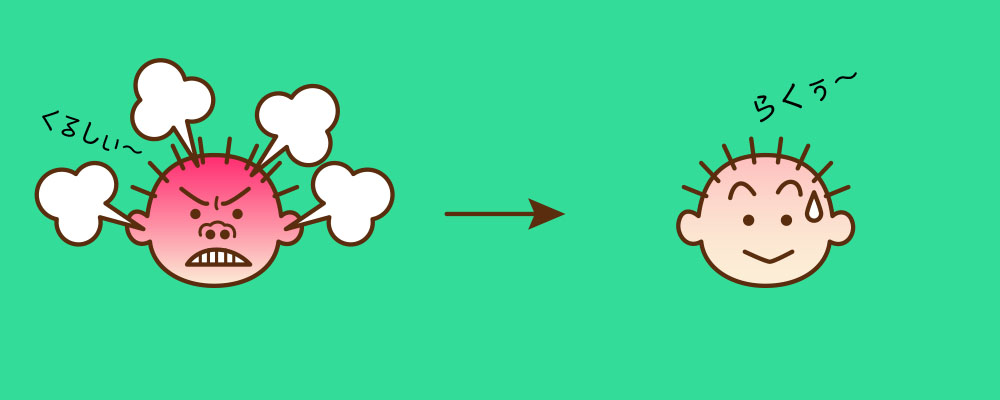
Anti-Aggressionstraining, Illustration von Akira Okitsu

Als Anti-Aggressivitäts-Training, auch Anti-Aggressions-Training oder Anti-Gewalt-Training, bezeichnet man einen Trainingskurs, der aus einer größeren Gruppe theoretischer, praktischer und körperlicher Übungen zusammengestellt wird und der Vorbeugung aggressiver Verhaltensweisen im Alltag bzw. deren Abbau dient. Der älteste Kurs AAT ist heute genormt und validiert, doch es gibt zahlreiche andere, nicht einheitlich zusammengestellte Kurse, die von Psychologen, Pädagogen oder Sozialpsychologen für verschiedene Bedürfnisse zusammengestellt und an die jeweilige Klientel und deren Erfordernisse angepasst werden.

## Ziel und Zweck
Jedes Anti-Aggressivitäts-Training dient dem Zweck, aggressiven Verhaltensweisen vorzubeugen oder sie abzubauen, damit diese im Alltag seltener oder nicht mehr auftreten. Dazu werden kognitive und emotionale Komponenten beobachtet und analysiert. Zusätzlich werden die Teilnehmer mit aggressivem Verhalten konfrontiert, sowohl dem eigenen als auch dem der anderen. Sie sollen lernen, selbst auf die Anwendung von Gewalt zu verzichten, auch wenn sie die körperliche Stärke dazu haben, oder Gewalt aus dem Weg zu gehen, wenn sie ihnen begegnet. Gewaltanwendung wird als Schwäche dargestellt. Wer schlägt, ist nicht stark genug, bessere Konfliktlösungsmöglichkeiten zu nutzen.
Bei den Trainingseinheiten werden kontrolliert Situationen hergestellt (simuliert), in denen aggressive Verhaltensmuster auftreten. Durch das Eintrainieren von nicht-aggressiven alternativen Verhaltensweisen lernen die Teilnehmer, wie sie sich besser verhalten können.

## Hintergrund und Einsatzbereiche
Die unten beschriebenen Techniken sind weitgehend aus USA-Einrichtungen und -Konzepten adaptierte Verfahren, die in Deutschland weiterentwickelt und spezifiziert wurden. Fachöffentlich bekannt sind u. a. die 'Glen Mills Schools', deren Rahmenkonzeption 'GGI', also Group Guided Interaction lautet und Methoden wie den „heißen Stuhl“ beinhaltet.
1987 begann der Erziehungswissenschaftler und Kriminologe Jens Weidner in Kenntnis der USA-Konzepte sein „Antagonistentraining“ – später (1989) „AAT“ – mit Heranwachsenden in der Jugendanstalt Hameln. Es kann in anderen Settings eingesetzt werden, wie z. B. im betreuten Jugendwohnen zur U-Haft-Vermeidung, in (heilpädagogischen) Kinderheimen, aber auch ambulant. Auch die schulbezogene Jugendsozialarbeit bietet diese Art der Aggressionsbewältigung als sekundäre Gewaltprävention an, oft nur mit ausgewählten Übungen.

## Kurstyp und Zeitplan
Wird der originale Kurs AAT nach Weidner durchgeführt, kann er von den Kursleitern in einer Weiterbildungsmaßnahme erlernt und später angewendet werden. Dann ist er modular aufbaubar, besteht aber aus einer relativ festgelegten Abfolge von Übungen.
Zur Planung von frei gestaltbaren Trainingsmaßnahmen gehört vor allem eine genaue Analyse der Anforderungen der Klientel. Zudem stellt er an die Kursleiter sowie das Umfeld, in dem der Kurs stattfindet, einige persönliche Anforderungen. Für die genormten Kurse ist eine Zusatzausbildung zum Anti-Gewalt-Trainer möglich, die Pädagogen oder Psychologen erwerben können. Seitens der Durchführenden muss auch Bereitschaft zu simulierten Konflikten vorhanden sein, die den Jugendlichen selbst vertraut ist, von Außenstehenden aber erlernt werden muss.
Zeitplan und die Abfolge der Übungen richten sich nach dem jeweiligen Kurstyp. Meist wird das Training mittel- oder langfristig angesetzt, d. h. die Übungen werden zu ein bis zwei Gelegenheiten pro Woche von mindestens zwei Stunden Dauer über viele Monate oder ein Jahr durchgeführt. Es handelt sich um ein echtes Training, das die Übungen wiederholt absolviert, um den gewünschten langfristigen Lerneffekt herzustellen. Insbesondere der Transfer des eintrainierten Verhaltens auf reale, alltägliche Situationen kann nur durch eine längere Maßnahme ausreichend bewirkt werden. Reine Erklärungen oder Gespräche werden als nicht erfolgversprechend angesehen und gehören nur begleitend zum Konzept.

## Indikation
Die Teilnahme an einem dieser Kurse kann freiwillig geschehen. In Haftanstalten sind damit manchmal Anreize oder Vergünstigungen verbunden bzw. die Teilnahme wirkt sich positiv auf das weitere Verfahren aus. Die Maßnahme kann auch mit dem zuständigen Jugendamt abgesprochen oder gerichtlich angeordnet werden. Nicht zugelassen werden oft Interessenten mit psychischen Erkrankungen, deutlich verminderter Intelligenz oder Teilnehmer vor der Aufarbeitung einer Abhängigkeitsproblematik. Das Training eignet sich allgemein nicht für Täter, die zu psychischer Gewalt oder sexueller Gewalt (Sexualstraftäter) neigen, da die Übungen nicht hierauf ausgerichtet sind.
Im Vorfeld der Trainingsmaßnahme steht die Auswahl der Teilnehmer. Es wird ein ausführliches Interview geführt, das zum Beispiel aus einem Hilfeplan-Gespräch hervorgehen kann.
Schwerpunktsetzung
Ähnlich wie bei sportlichem Training steht eine große Vielzahl von Übungen zur Verfügung, aus denen der Kurs schwerpunktmäßig zusammengesetzt wird. Oft werden die Teilnehmer (vorbereitet) mit aggressiven Verhalten konfrontiert, Rechtfertigungs- und Neutralisierungsstrategien sollen sichtbar gemacht und abgebaut werden, die Opfersichtweise wird vermittelt. Die Notwendigkeit von Gewalt wird in Frage gestellt und Schlichtungs- und Deeskalationsstrategien werden erlernt. Dazu gibt es viele praktische Übungen, die kombiniert oder einzeln eingesetzt werden können.
Organisatorische Voraussetzungen
Weil es sich um praktische Trainingsmaßnahmen handelt, sind geeignete Räumlichkeiten nötig, die auch langfristig zur Verfügung stehen. In Haftanstalten werden oft eigene Räume benutzt. Allgemein ist eine Sporthalle günstig. Benötigtes Material kann aus dem sportpädagogischen Bereich entnommen werden, für theoretische Übungsteile wird eine Tafel oder ein Projektor verwendet.
In Haftanstalten wird die Teilnahme oft von Angestellten oder Sozialpädagogen betreut, im heilpädagogischen Bereich erfolgt oft eine enge Zusammenarbeit mit den Wohngruppen-Betreuern (Einzelfall-Beratung). Die Zusammenarbeit ermöglicht bessere Ergebnisse und hilft, auf die Bedürfnisse jedes Teilnehmers einzugehen.

## Grundregeln
Gewalt und Aggression sind menschliche Verhaltensweisen, die zur Kenntnis genommen werden. Sie werden allerdings nicht akzeptiert, sondern sollen durch Regeln und Normen kultiviert werden. Zu Beginn des Trainings werden oft einige allgemeine Regeln aufgestellt, die ausgehängt oder schriftlich auf einer Tafel festgehalten werden können. Regelverletzungen werden oft als ein Zeichen dafür gewertet, dass die Teilnehmer noch nicht so weit sind, die jeweilige Übung durchzuführen. Die Grundregeln besagen:
- Keine gegenseitigen Verletzungen.
- Nur simulieren, kein Ernst: Falls aus einer Übung plötzlich Ernst werden sollte, wird sie vom Leiter abgebrochen. Die Situation wird wieder auf eine theoretische Ebene verlagert.
- Keine Ausgrenzung: Niemand darf einen anderen ausgrenzen; Schwache und Starke gehören gemeinsam zur Gruppe – sie können diese Position nicht verlieren.
- Nichts unter den Teppich kehren: Treten Konflikte auf, werden die Teilnehmer sofort mit ihnen konfrontiert. Es wird niemals abgebrochen, oder aber der Konflikt verschwiegen.

## Übungen und Segmente
Viele, aber nicht alle Übungen folgen dem Konfrontationsprinzip. Die Teilnehmer werden mit Gewalt oder provozierenden Situationen konfrontiert und sollen lernen, diese Situationen auszuhalten, ohne selbst gewalttätig zu werden.
Provokationshierarchie
Oft wird in Gesprächen und während der Übungen eine Provokationshierarchie herausgearbeitet. Dabei geben die Teilnehmer an, welche Situationen für sie individuell leichter oder schwerer gewaltfrei zu bewältigen sind bzw. inwieweit sie wann noch gelassen bleiben können. Die Grenze zwischen Gelassenheit und aggressiver Verhaltensweise soll in dieser Hierarchie schrittweise heraufgesetzt werden. Dazu dienen die Übungen.
Kooperative Übungen
Bei den sogenannten kooperativen Übungen werden Aufgaben gestellt, die naturgemäß nur gemeinsam gelöst werden können. Hierbei steht nicht unbedingt die Gewalt im Vordergrund, sondern eine neutrale Aufgabe. Wird diese gemeinsam gelöst, erwerben die Teilnehmer Vertrauen in den anderen. Beispiele sind gemeinsames Klettern, Geschick erfordernde handwerkliche Tätigkeiten wie gemeinsames Sägen mit einer Handsäge und erlebnispädagogische Aktionen wie Paddelboot-Fahrten oder Ausflüge.
Körperübungen
Hierzu zählt das Kämpfen nach Regeln. Der sport- und körpertherapeutische Schwerpunkt („Kampfkunst als Therapie“) wurde von Jörg-Michael Wolters in den Jahren 1989–91 in Hameln entwickelt und dessen Erfolg mit wissenschaftlicher Studie empirisch belegt. Später wurden Körperübungen eingeführt und dabei oft nur noch Elemente aus dem Judo oder dem Ringen verwendet. Die Übungen dienen dazu, für das Thema Gewalt zu sensibilisieren. Es kommt nicht auf das Training sportlicher Fähigkeiten an. Man führt damit vor, dass Stärke beweisen, sich messen und „auspowern“ Spaß machen kann, wenn dies regelgeleitet und nach Normen geschieht. Diese Spiele werden meist in der Turnhalle auf Matten durchgeführt.
Rollenübungen
Sie nehmen einen breiten Raum ein und sollen von den Teilnehmern aktiv betrieben werden. Dabei übernimmt einer der Teilnehmer die Täter-, der andere die Opferrolle. Beide sollen ihre Befindlichkeiten reflektieren. Durch den Tausch der Rolle wird beiden verdeutlicht, dass Täter- und Opferrolle zwei Seiten derselben Problematik sind. Die Wahrnehmung für den jeweils anderen wird sensibilisiert. Sowohl Täter als auch Opfer können den Verlauf der Situation beeinflussen. Die Frustrationstoleranz kann erhöht werden. Bei Rollenspielen treten oft leichtere, aber auch ernstere Konfrontationen auf.
Heißer Stuhl
Hierbei handelt es sich um eine Konfrontationstechnik, bei der sich Teilnehmer inhaltlich und emotional mit ihrem Verhalten auseinandersetzen müssen. Sie sitzen hier auf einem heißen Stuhl vor oder in der Mitte der Gruppe und stellen sich der Diskussion und dem verbalen „Kreuzfeuer“. Dieser Methode liegt die Theorie zugrunde, dass die Fähigkeit des Menschen zur Aufnahme von Informationen auf ca. sieben bis neun Informationen gleichzeitig beschränkt ist. Alles darüber Hinausgehende führt zu einem „Abreißen“ bestehender Kommunikations- bzw. Rhetorik-Konzepte des Klienten und ermöglicht somit eine Kommunikation jenseits von Schutzmechanismen im Tat-Kontext. Die Gespräche sollen in Einzelheiten gehen und konfrontativ verlaufen. Nach Ablauf des Gesprächs wird ein positives Ende ohne akute offene Fragen hergestellt, da diese sonst mit aus dem Gespräch getragen werden.
Übungen zur Opferperspektive
Die Teilnehmer müssen sich intensiv mit den Empfindungen von Opfern auseinandersetzen. Dazu können auch Erste-Hilfe-Kurse, Vorträge von Ärzten oder der Opferbrief herangezogen werden.
Entspannungsübungen
Diese dienen der Verbesserung der Körperwahrnehmung und können Elemente des autogenen Trainings oder der progressiven Muskelrelaxation enthalten.

## Kritik
Vorwurf des Verstoßes gegen die Würde des Menschen
Rzepka (2005) kritisiert, dass mit dem Anti-Aggressivitäts-Trainings die Teilnehmer nicht nur dazu bewegt werden sollen, in Zukunft nicht mehr gegen Gesetze zu verstoßen, sondern dass vielmehr eine Veränderung ihrer Persönlichkeit angestrebt wird. So wird z. B. von Heilemann (2001), einem Befürworter des Anti-Aggressivitäts-Trainings, davon gesprochen, dass eine Person mittels des Trainings „konsensfähiger, sozialverträglicher oder sogar sozial nützlich“ gemacht werden soll. Die staatliche Gewaltausübung dürfe jedoch nicht darauf gerichtet sein, „die Identität des Einzelnen im Wege der Änderung von Überzeugungen und Einstellungen zu ‚brechen‘“. Dies kollidiere mit dem ersten Artikel des Grundgesetzes, nach dem die Würde des Menschen unantastbar ist. Dazu gehört u. a. „die Wahrung menschlicher Identität“, die auch im Strafvollzug nicht gebrochen werden dürfe. Rzepka kritisiert, dass dies in den Programmen des Anti-Aggressivitäts-Trainings nicht beachtet, sondern im Gegensatz dazu gehandelt würde.
Nach Einschätzung Plewigs (2010) verstößt das Anti-Aggressivitäts-Training gegen das in § 1631 II BGB, Satz 1 formulierte Recht des Kindes auf eine gewaltfreie Erziehung und das in Satz 2 ausgeführte Verbot von körperlicher Bestrafung, seelischen Verletzungen und entwürdigenden Maßnahmen. Insbesondere das aus dem Psychotherapie-Kontext entlehnte Trainingsmittel Heißer Stuhl, das damit verbundene Vorgeführtwerden innerhalb der Gruppe und die „grenzwertige“ Kommunikation der Trainer werden von ihm als entwürdigende Maßnahmen im Sinne des § 1631 II BGB gewertet.